# Scary Movie (serie di film)
Scary Movie è una serie cinematografica iniziata nel 2000 e incentrata sulla parodia di famose pellicole, prevalentemente del cinema horror.

## Elenco
- Scary Movie (2000), regia di Keenen Ivory Wayans
- Scary Movie 2 (2001), regia di Keenen Ivory Wayans
- Scary Movie 3 - Una risata vi seppellirà (2003), regia di David Zucker
- Scary Movie 4 (2006), regia di David Zucker
- Scary Movie V (2013), regia di Malcolm D. Lee
- Scary Movie 6 (2026), in produzione

## Storia
Nata come parodia del film Scream, la prima pellicola è stata ideata, sceneggiata, interpretata e diretta dai tre fratelli Shawn, Marlon e Keenen Ivory Wayans, una famiglia di attori comici afroamericani divenuti famosi partecipando alla serie televisiva dal titolo In Living Color.
Il grande successo di pubblico e botteghino del primo episodio, Scary Movie, ha spinto i Wayans a girare il sequel, che è uscito nel 2001. Nel 2003 e nel 2006, invece, la regia e la sceneggiatura sono passate nelle mani dell'esperto David Zucker, che può essere considerato a tutti gli effetti l'inventore delle parodie cinematografiche, inaugurate nel 1980 con la pellicola L'aereo più pazzo del mondo, parodia della serie iniziata con Airport, prodotto cardine del genere catastrofico in voga negli Anni Settanta.
Legame costante tra le prime quattro pellicole è il personaggio di Cindy Campbell, interpretato sempre dall'attrice Anna Faris, prototipo dell'eroina dei teen-horror, clone della protagonista di Scream, Sidney Prescott (Neve Campbell).
Inoltre, dopo il successo al botteghino di Scary Movie 4, fu girato a Los Angeles, in California, un altro film parodistico: Superhero - Il più dotato fra i supereroi.
Dopo un lungo periodo di pausa il quinto film è stato confermato ufficialmente dalla Weinstein Company nel 2009. David Zucker viene sostituito alla regia da Malcolm D. Lee, mentre Anna Faris, già protagonista delle prime quattro pellicole, viene sostituita da Ashley Tisdale. Nel giugno 2011, una prima data di uscita è stata annunciata per il 20 aprile 2012. Il 15 febbraio 2012 la data di uscita è stata rinviata all'11 gennaio 2013 per poi essere nuovamente posticipata al 18 aprile 2013 in Italia e negli Stati Uniti d'America a partire dal 12 aprile 2013.

## Cast
| Cindy Campbell                      | Anna Faris        | Anna Faris            | Anna Faris       | Anna Faris       |                  |                |                |                |
| Brenda Meeks                        | Regina Hall       | Regina Hall           | Regina Hall      | Regina Hall      |                  |                |                |                |
| Jody Sanders                        |                   |                       |                  |                  | Ashley Tisdale   | Ashley Tisdale | Ashley Tisdale | Ashley Tisdale |
| Shorty Meeks                        | Marlon Wayans     | Marlon Wayans         |                  |                  |                  |                |                |                |
| Ray Wilkins                         | Shawn Wayans      | Shawn Wayans          |                  |                  |                  |                |                |                |
| President Harris                    |                   |                       | Leslie Nielsen   | Leslie Nielsen   |                  |                |                |                |
| Tom Logan                           |                   |                       | Charlie Sheen    | Charlie Sheen    | Charlie Sheen    |                |                |                |
| George Logan                        |                   |                       | Simon Rex        | Simon Rex        |                  |                |                |                |
| Mahalik                             |                   |                       | Anthony Anderson | Anthony Anderson | Anthony Anderson |                |                |                |
| CJ                                  |                   |                       | Kevin Hart       | Kevin Hart       | Kevin Hart       |                |                |                |
| Rex Arquette/Doofus "Doofy" Gilmore | Dave Sheridan     |                       |                  |                  |                  |                |                |                |
| Drew Decker                         | Carmen Electra    |                       |                  |                  |                  |                |                |                |
| Buffy Gilmore                       | Shannon Elizabeth |                       |                  |                  |                  |                |                |                |
| Bobby Prinze                        | Jon Abrahams      |                       |                  |                  |                  |                |                |                |
| Greg Phillipe                       | Lochlyn Munro     |                       |                  |                  |                  |                |                |                |
| Buddy                               |                   | Christopher Masterson |                  |                  |                  |                |                |                |
| Hanson                              |                   | Chris Elliott         |                  |                  |                  |                |                |                |
| Dwight Hartman                      |                   | David Cross           |                  |                  |                  |                |                |                |
| Theo                                |                   | Kathleen Robertson    |                  |                  |                  |                |                |                |
| Tom Ryan                            |                   |                       |                  | Craig Bierko     |                  |                |                |                |
| Ezekiel                             |                   |                       |                  | Chris Elliott    |                  |                |                |                |
| Holly                               |                   |                       |                  | Carmen Electra   |                  |                |                |                |
| Heather Daltry                      |                   |                       |                  |                  | Molly Shannon    |                |                |                |
| Kendra                              |                   |                       |                  |                  | Erica Ash        |                |                |                |
| Amy                                 |                   |                       |                  |                  | Marisa Saks      |                |                |                |
| Dan                                 |                   |                       |                  |                  | Simon Rex        |                |                |                |

## Accoglienza

### Incassi
| Film                                     | Debutto nelle sale | Incasso      | Incasso         | Incasso      | Posizione nelle classifiche dei film di maggiore incasso | Posizione nelle classifiche dei film di maggiore incasso | Budget       | Note        |
| Film                                     | Debutto nelle sale | Stati Uniti  | Resto del mondo | Totale       | All time USA                                             | All time worldwide                                       | Budget       | Note        |
| ---------------------------------------- | ------------------ | ------------ | --------------- | ------------ | -------------------------------------------------------- | -------------------------------------------------------- | ------------ | ----------- |
| Scary Movie                              | 7 luglio 2000      | $157.019.771 | $121.000.000    | $278.019.771 | #184                                                     | #263                                                     | $19.000.000  | [ 2 ]       |
| Scary Movie 2                            | 4 luglio 2001      | $71.308.997  | $69.911.681     | $141.220.678 | #724                                                     |                                                          | $45.000.000  | [ 3 ]       |
| Scary Movie 3 - Una risata vi seppellirà | 24 ottobre 2003    | $110.003.217 | $110.670.000    | $220,673,217 | #388                                                     | #368                                                     | $48.000.000  | [ 4 ]       |
| Scary Movie 4                            | 14 aprile 2006     | $90.710.620  | $88.000.000     | $178.710.620 | #522                                                     |                                                          | $45.000.000  | [ 5 ] [ 6 ] |
| Scary Movie V                            | 19 aprile 2013     | $31.529.525  | $39.451.527     | $70.981.052  |                                                          |                                                          | $20.000.000  |             |
| Totale                                   | Totale             | $460.575.130 | $428.585.208    | $889.157.338 |                                                          |                                                          | $177.000.000 |             |